# 香港裔加拿大人
香港裔加拿大人又稱加拿大港人，主要指有香港永久居民身份、視香港為家、與香港文化有強烈聯繫的加拿大公民，另外亦包括祖籍香港（香港原居民）、或者父母為香港人的加拿大公民。1980年代末和1990年代初，有最大的一批香港人移民到加拿大，主要原因為對1997年香港主權移交的疑惑和憂慮，他們也通常被認為是華裔加拿大人的一個群體。
大多數的香港裔加拿大人是華裔，但有些選擇不認同自己為華人。
加拿大是海外港人的第一大聚居地，其次是港籍美國人。眾多香港裔加拿大人持有多重國籍（尤其是加拿大護照、香港特別行政區護照、英國國民（海外）護照）。1997年以來，有些香港裔加拿大人迴流香港，並繼續在香港生活，但依然持有加拿大護照。2014年，香港是亞洲最多加拿大公民的城市，總共約有30萬來自不同種族背景，有加拿大籍的住民。
在加拿大，大多數的香港裔加拿大人住在大多倫多地區和大溫哥華地區。香港裔加拿大人絕大部分於香港、中國廣東省或加拿大出生。

## 人口
在2006年，790,035加拿大人會說漢語族的至少一種語言，其中300,590加拿大人會說粵語。根據2001年的人口調查，會說粵語的加拿大人之44%出生於香港、27%出生於中國大陸廣東省，而18%出生於加拿大。

## 更多
- "The Hong Kong influx （页面存档备份，存于）." CBC. 1997. Description page ().

1. ↑  人口普查上「種族來源」填「香港人/香港裔」